# Молодіжна збірна Камеруну з футболу
Молодіжна збірна Камеруну з футболу, також відома як Неприборкані леви — національна команда Камеруну, яка представляє країну на молодіжних міжнародних змаганнях з футболу. Керується Камерунською федерацією футболу. Домашні матчі проводяться на «Стад Ахмаду Ахіджо» в Яунде.

## Досягнення
- Юнацький (U-20) чемпіонат Африки
  -  Чемпіон (1): 1995
  -  Срібний призер (4): 1981, 1993, 2009, 2011
  -  Бронзовий призер (1): 1999

- Франкофонські ігри
  -  Бронзовий призер (1): 1997
  - 4-е місце (2): 2001, 2005

## Статистика виступів
| Рік     | Раунд              | Іг                 | В                  | Н*                 | П                  | ЗМ                 | ПМ                 |
| ------- | ------------------ | ------------------ | ------------------ | ------------------ | ------------------ | ------------------ | ------------------ |
| 1977    | Не кваліфікувалася | Не кваліфікувалася | Не кваліфікувалася | Не кваліфікувалася | Не кваліфікувалася | Не кваліфікувалася | Не кваліфікувалася |
| 1979    | Не кваліфікувалася | Не кваліфікувалася | Не кваліфікувалася | Не кваліфікувалася | Не кваліфікувалася | Не кваліфікувалася | Не кваліфікувалася |
| 1981    | Груповий етап      | 3                  | 0                  | 1                  | 2                  | 3                  | 6                  |
| 1983    | Не кваліфікувалася | Не кваліфікувалася | Не кваліфікувалася | Не кваліфікувалася | Не кваліфікувалася | Не кваліфікувалася | Не кваліфікувалася |
| 1985    | Не кваліфікувалася | Не кваліфікувалася | Не кваліфікувалася | Не кваліфікувалася | Не кваліфікувалася | Не кваліфікувалася | Не кваліфікувалася |
| 1987    | Не кваліфікувалася | Не кваліфікувалася | Не кваліфікувалася | Не кваліфікувалася | Не кваліфікувалася | Не кваліфікувалася | Не кваліфікувалася |
| 1989    | Не кваліфікувалася | Не кваліфікувалася | Не кваліфікувалася | Не кваліфікувалася | Не кваліфікувалася | Не кваліфікувалася | Не кваліфікувалася |
| 1991    | Не кваліфікувалася | Не кваліфікувалася | Не кваліфікувалася | Не кваліфікувалася | Не кваліфікувалася | Не кваліфікувалася | Не кваліфікувалася |
| 1993    | Груповий етап      | 3                  | 1                  | 0                  | 2                  | 4                  | 5                  |
| 1995    | 1/4 фіналу         | 4                  | 2                  | 1                  | 1                  | 7                  | 6                  |
| 1997    | Не кваліфікувалася | Не кваліфікувалася | Не кваліфікувалася | Не кваліфікувалася | Не кваліфікувалася | Не кваліфікувалася | Не кваліфікувалася |
| 1999    | 1/8 фіналу         | 4                  | 2                  | 0                  | 2                  | 8                  | 9                  |
| 2001    | Не кваліфікувалася | Не кваліфікувалася | Не кваліфікувалася | Не кваліфікувалася | Не кваліфікувалася | Не кваліфікувалася | Не кваліфікувалася |
| 2003    | Не кваліфікувалася | Не кваліфікувалася | Не кваліфікувалася | Не кваліфікувалася | Не кваліфікувалася | Не кваліфікувалася | Не кваліфікувалася |
| 2005    | Не кваліфікувалася | Не кваліфікувалася | Не кваліфікувалася | Не кваліфікувалася | Не кваліфікувалася | Не кваліфікувалася | Не кваліфікувалася |
| 2007    | Не кваліфікувалася | Не кваліфікувалася | Не кваліфікувалася | Не кваліфікувалася | Не кваліфікувалася | Не кваліфікувалася | Не кваліфікувалася |
| 2009    | Груповий раунд     | 3                  | 1                  | 0                  | 2                  | 3                  | 7                  |
| 2011    | 1/8 фіналу         | 4                  | 1                  | 2                  | 1                  | 3                  | 3                  |
| 2013    | Не кваліфікувалася | Не кваліфікувалася | Не кваліфікувалася | Не кваліфікувалася | Не кваліфікувалася | Не кваліфікувалася | Не кваліфікувалася |
| 2015    | Не кваліфікувалася | Не кваліфікувалася | Не кваліфікувалася | Не кваліфікувалася | Не кваліфікувалася | Не кваліфікувалася | Не кваліфікувалася |
| 2017    | Не кваліфікувалася | Не кваліфікувалася | Не кваліфікувалася | Не кваліфікувалася | Не кваліфікувалася | Не кваліфікувалася | Не кваліфікувалася |
| 2019    | Не кваліфікувалася | Не кваліфікувалася | Не кваліфікувалася | Не кваліфікувалася | Не кваліфікувалася | Не кваліфікувалася | Не кваліфікувалася |
| 2023    | Не кваліфікувалася | Не кваліфікувалася | Не кваліфікувалася | Не кваліфікувалася | Не кваліфікувалася | Не кваліфікувалася | Не кваліфікувалася |
| 2025    | Не кваліфікувалася | Не кваліфікувалася | Не кваліфікувалася | Не кваліфікувалася | Не кваліфікувалася | Не кваліфікувалася | Не кваліфікувалася |
| Загалом | 6/24               | 21                 | 7                  | 4                  | 10                 | 28                 | 36                 |